# Гуардабозоне
Гуардабозоне (итал. Guardabosone) — коммуна в Италии, располагается в регионе Пьемонт, в провинции Верчелли.
Население составляет 339 человек (2008 г.), плотность населения составляет 57 чел./км². Занимает площадь 6 км². Почтовый индекс — 13015. Телефонный код — 015.
Покровительницей коммуны почитается святая Агата, празднование 5 февраля.

## Демография
Динамика населения:

## Администрация коммуны
- Официальный сайт: